# Leomar Antônio Brustolin
Leomar Antônio Brustolin (ur. 15 sierpnia 1967 w Caxias do Sul) – brazylijski duchowny katolicki, biskup pomocniczy Porto Alegre w latach 2015–2021, arcybiskup metropolita Santa Maria od 2021.

## Życiorys
Święcenia kapłańskie przyjął 20 grudnia 1992 i został inkardynowany do diecezji Caxias do Sul. Pracował głównie przy parafii katedralnej, pełnił także funkcje m.in. wykładowcy na uniwersytecie w Porto Alegre oraz dyrektora instyutu teologicznego w Caxias do Sul.
7 stycznia 2015 papież Franciszek mianował go biskupem pomocniczym archidiecezji Porto Alegre oraz biskupem tytularnym Tigava.  Sakry udzielił mu 25 marca 2015 metropolita Porto Alegre - arcybiskup Jaime Spengler.
2 czerwca 2021 został mianowany arcybiskupem metropolitą Santa Maria. Ingres do katedry archidiecezjalnej odbył 15 sierpnia 2021.